# 가네코 히사시
가네코 히사시(일본어: 金子 久, 1959년 9월 12일 ~ )는 일본의 전 축구 선수이다.

## 국가대표팀 경력
그는 1979년 FIFA 세계 청소년 축구 선수권 대회에 참가할 일본 U-20 국가대표팀에 발탁되었으며, 1경기에 출전했다.
그는 1986년 메르데카 국제축구대회에 참가할 일본 국가대표팀에 발탁되었으며, 7월 25일 시리아와의 경기에서 데뷔했다. 1986년 아시안 게임에도 출전했다. 그는 1987년까지 국제 A매치 통산 7경기에 출전, 1득점을 넣었다.

## 통계
| 일본 | 일본 | 일본 |
| 연도 | 출전 | 득점 |
| ---- | ---- | ---- |
| 1986 | 3    | 0    |
| 1987 | 4    | 1    |
| 통산 | 7    | 1    |